# Conistra turtur
Conistra turtur là một loài bướm đêm trong họ Noctuidae.